# 布瓦埃尔潘
布瓦埃尔潘（法語：Bois-Herpin，法語發音：[bwa ɛʁpɛ̃] ⓘ）是法国法兰西岛大区埃松省的一个市镇，属于埃唐普区。

## 地理
布瓦埃尔潘（48°22'12"N, 2°14'4"E）面积3.89 平方千米，位于法国法蘭西島大區埃松省，该省份为法国北部内陆省份，北起上塞纳省和马恩河谷省，西接厄尔-卢瓦省和伊夫林省，南至卢瓦雷省，东临塞纳-马恩省。
与布瓦埃尔潘接壤的市镇（或旧市镇、城区）包括：拉福雷圣克鲁瓦、鲁万维利耶、阿贝维尔-拉里维耶尔、博斯地区马罗勒、梅皮、皮斯莱勒马赖。

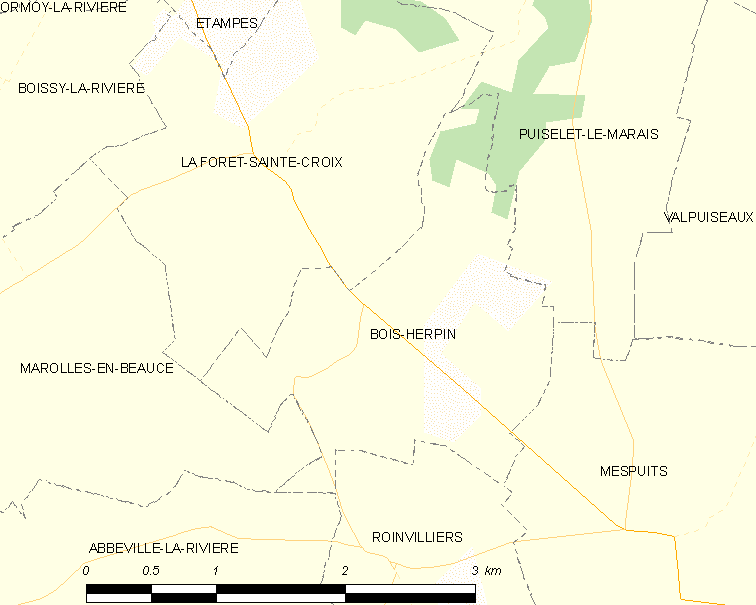
布瓦埃尔潘的OSM定位图

布瓦埃尔潘的时区为UTC+01:00、UTC+02:00（夏令时）。

## 行政
布瓦埃尔潘的邮政编码为91150，INSEE市镇编码为91075。

## 政治
布瓦埃尔潘所属的省级选区为埃唐普县。

## 人口

1962-2008年间布瓦埃尔潘人口变化图示

布瓦埃尔潘于2022年1月1日时的人口数量为83人。